# Argyreia laotica
Argyreia laotica är en vindeväxtart som beskrevs av François Gagnepain. Argyreia laotica ingår i släktet Argyreia och familjen vindeväxter. Inga underarter finns listade i Catalogue of Life.